# フェリペ・ディアス・ダ・シウヴァ・ダル・ベロ
フェリペ・ディアス・ダ・シウヴァ・ダル・ベロ（Felipe Dias da Silva dal Belo、1984年7月31日 - ）はブラジル・グアラティンゲタ出身の元サッカー選手。現役時代のポジションはディフェンダー。

## 経歴

### ウディネーゼ
13歳までは5人制サッカー（フットサル）の選手としてプレーしていたが、そのプレースタイルを評価した当時のウディネーゼのスポーツディレクターであるマヌエル・ゲロリンによってスカウトされ15歳で渡伊、ウディネーゼの下部組織に所属する。2003年4月6日に行われた対ACキエーヴォ・ヴェローナ戦において、18歳でセリエAデビューを果たす。デビューシーズンは4試合出場に留まったが、翌シーズンの2003-04シーズンは控えながらも16試合に出場し、10代の頃からトップリーグで経験を積んだ。2004-05シーズンには20歳でレギュラーを掴み31試合に出場、このシーズンのウディネーゼの快進撃に貢献し、チームと共にUEFAチャンピオンズリーグ出場権を得られるリーグ戦4位の座を手に入れた。クラブ史上初のチャンピオンズリーグ出場を果たした2005-06シーズンはレギュラーとしてリーグ戦に35試合出場、プロデビュー後初となる得点も決め（計3得点）、チャンピオンズリーグではFCバルセロナ戦でも得点、こちらもレギュラーとして7試合出場した。順調に評価を高め若手ながらリーグ屈指のディフェンダーに成長を果たしたフェリペであったが、2006-07シーズンは鼠径ヘルニアの手術をしたために長期間の離脱を強いられ、12試合に出場するに留まった。翌年の2007-08シーズンにもリーグ戦終盤（2008年3月）に左の足首の靭帯をねじり長期離脱、22試合出場に終わる。その後、2008年11月30日に、自身のデビュー戦と同じカードとなるACキエーヴォ・ヴェローナ戦にてチームに復帰し得点も決め、2008-09シーズンはリーグ戦16試合、UEFAカップには6試合出場した。2009-10シーズンに入るとアンドレア・コーダやクリスティアン・サパタがセンターバックのポジションに入り、フェリペはサイドバックとしてプレーするが前半戦は3試合出場するに留まっていた。

### フィオレンティーナ
2009年12月、レギュラーを獲得した2005年頃からフェリペを評価し、その動向を追い続けていたACFフィオレンティーナが正式に獲得をオファーする。同12月28日にチーム練習に合流し、2010年1月2日にクラブから買取オプション付のローンで獲得すると公式発表された。2011年1月31日、ACチェゼーナにレンタル移籍。

### パルマ
2013年7月、パルマへ完全移籍。給料未払い問題により、アントニオ・カッサーノに続き、契約解除が発表された。

### インテル
2015年2月、インテル・ミラノとシーズン終了までの契約を結んだことが発表された。

### ウディネーゼ復帰
2015-16シーズンからは、古巣のウディネーゼに復帰することとなった。

### SPAL
2017年7月3日、S.P.A.L.へ3年契約で完全移籍。

## エピソード
- フィオレンティーナへ移籍した際、元所属クラブのジャンニ・デ・ビアージ監督は「本人の夢のためとはいえ、重要な選手の移籍を残念に思う。ファンが一番悲しむだろう。」と発言[7]、下部組織からの生え抜き選手の退団を惜しんだ。

## 人物
若い頃からセリエAやチャンピオンズリーグで活躍し、ACミランなどのビッグクラブからもパオロ・マルディーニの後継者に成り得るとの評価を受けてきた選手。フットサル出身という経歴を持ちキックの精度が高く、センターバックではあるがサイドバックもこなせるユーティリティプレーヤーである。フットサルでプレーしていた13歳のときに才能に注目したウディネーゼによって引き抜かれ、下部組織時代も含め10年間プレーし成長する。怪我で伸び悩んだものの一時期はリーグで最も優れたディフェンダーの一人と評されていた。